# Tipografija
Tipografija (od grčkih reči τύπος tipos - udarati i γραφή grafi - pisati) ili slovoslagarstvo se bavi izborom i organizacijom oblika slova i drugih grafičkih karakteristika štampane strane. Ona se bavi svim pitanjima koja utiču na izgled strane i doprinose efikasnosti štampane poruke: oblikom i veličinom slova, znacima interpunkcije, dijakritičkim znacima i specijalnim simbolima; razmakom između slova i reči; razmicanjem redova; dužinom redova; veličinom margina; količinom i mestom ilustracija; izborom naslova i podnaslova; korišćenjem boje i svim ostalim pitanjima prostorne organizacije ili „konfiguracije“. Pored toga, tipografi treba da se interesuju i za takve stvari kao što su vrsta štamparske boje, izbor papira i način štampanja.
Tipografijom se bave slovoslagači, tipografi, kompozitori, grafičari, art dizajneri kao i pisarski radnici. Sve do digitalnog doba tipografija je bila vrsta posebnog zanimanja. Digitalizacija je toliko uznapredovala tipografiju da je sada sa lakoćom koriste kako nove generacije dizajnera tako i laici.

## Etimologija
Tipografija svoje korene ima u prvim izbušotinama i kalupima (matice za odlivke) koji su se koristile za pravljenje pečata i valuta u stara vremena. Tipografija sa pokretnim metalnim modulom pojavila se u 13. veku u Koreji, i razvila se opet sredinom 15. veka sa razvojem specijalizovane tehnike za izlivanje i kombinovanje jeftinih kopija od slovnih izbušotina tražene u velikim količinama za štampanje velikog broja kopija teksta.

## Rasprostranjenost
U savremenoj upotrebi korišćenje i učenje tipografije je veoma široko rasprostranjeno pokrivajući sve aspekte dizajniranja, raspoređivanja slova ubrajajući izgled slova, rukopisa i kaliografiju; zapise i arhitektonska slova; postere i druge velike skale slova kao što su signali i bilbordi; poslovna komunikacija; reklame; logotipovi; izgled (odevanje); kinetička tipografija u filmovima i na televiziji; i kao komponenta industrijskog dizajna na kućnim aparatima, satovima i td.
Od digitalizacije tipografski rang aplikacija je postao sve više prisutan, pojavljuje se na web stranama, LCD monitorima mobilnih telefona i video igricama. Sveprisutnost slova naveo je tipografe da skuju izraz „Slova su svuda oko nas“.

## Tekstualna tipografija
U tradicionalnoj tipografiji tekst se stvara tako da bude čitljiv, koherentan i vizuelno zadovoljavajuća celina koja funkcioniše „nevidljivo“ bez svesti čitalaca. Čak je i distribucija sa minimalnim greškama usmerena na jasnoću i transparentnost produkcije.
Izbor fonta je možda primarni aspekt tipografskog teksta- bilo duhovni, naučni, edukativni, naučno fantastični, religiozni ili komercijalni svi oni imaju različite karaktere i zahteve. Na primer za istorijski materijal ustanovljeni tekst, izgled slova je često biran prema šemi istorijskog roda zahtevajući dug proces dok se taj tekst ozvaniči, sa znatnim preklapanjem između istorijskih perioda.
Tipografija je oblikovana ortografijom i lingvistikom; strukturom reči, čestom upotrebom reči, morfološkom i fonološkom strukturom, i lingvističkom sintaksom. Tipografija je takođe predmet nekih kulturnih konvencija. Na primer u Francuskoj je uobičajeno da se ostavi prazno mesto pre dve tačke (:) ili tačke zareza u rečenici dok u Engleskoj to nije slučaj.

## Čitljivost i čitkost
Čitljivost i čitkost su termini koji se često mešaju. Termin čitljivost se najčešće i najpravilnije koristi da opiše lakoću sa kojom je pisan jezik čitan i razumljiv — podrazumeva teškoću jezika samog po sebi, a ne njegovog izgleda. To je više psiholingvistička nego tipografska tema. Faktori koji utiču na čitljivost uključuju rečeničnu dužinu, dužinu reči kao i učestalost neuobičajenih reči.
Kao suprotnost, čitkost opisuje kako lako i ugodno kucan tekst može biti čitan. To nije povezano sa sadržajem ili jezikom, već je povezano sa veličinom i izgledom pisanog i prikazanog teksta. Studije o čitkosti su ispitale širok raspon faktora uključujući veličinu slova, izgled (npr. italik ili neitalik...), dužinu redova, razmicanje redova, kontrast boja. Ova istraživanja su objavljena krajem 19. veka, najzanimljivije otkriće je bilo to što je proces čitanja naročito robustan (snažan) i da su se značajne razlike teško mogle naći. Tako da je ovo istraživanje (upoređivanje razlika u načinu kucanja teksta) propao.
Ironično je to što je moda za istraživanjem čitkosti teksta bila završena do vremena kada su se desile revolucionarne promene u štampanju i prikazivanju teksta (laser i PC ekrani) koje su tek sada stvarno interesantne.
Čitkost se obično meri kroz brzinu čitanja i razumevanja izvora koji se koriste za efikasnost (brzopleto i neoprezno čitanje). Na primer Miles Tinker koji je izdao veliki broj studija od 1930. do 1960. godine koristi tekstove za brzinu čitanja koji zahtevaju da ispitanici otkriju nepodesne reči kao filter efikasnosti.
Danas, istraživanja čitkosti teže da se ograniče na kritične teme ili na testiranje rešenja specifičnih dizajna (npr.kada novi izgled slova bude izmišljen). Primeri kritičkih tema uključuju: izgled slova (nazvan font) za ljude koji imaju problema sa vidom kao i izgled slova za znakove koji će biti postavljeni na auto-putu, ili ostali uslovi gde bi baš čitkost pravilo razliku.
Veliki broj literature koja se bavi istraživanjima čitkosti je neteoretična — različiti faktori su bili ispitivani samostalno ili u kombinaciji (neizbežno je to da su različiti faktori međuzavisni) ali mnogi testovi su stvoreni u odsustvu modela čitanja ili vizuelne percepcije. Neki tipografi veruju da je u svetu oblik slova, reči pri čitanju jako bitan i da je prepoznavanje slovo po slovo (ponekad poznato kao paralelno prepoznavanje slova) pogrešno, manje važno ili to nije cela slika. 
Neka zajedno usvojena istraživanja čitkosti podrazumevaju da: tekst koji je pisan malim slovima čitkiji nego tekst pisan velikim slovima, pretpostavlja se da je to zbog toga sto je struktura i oblik malih slova distinktivnija. Regularna (roman) slova su više čitka nego italik, kontrast se takođe pokazao kao važan, crna slova na žutoj ili krem pozadini su se pokazala kao najefikasnija. Pozitivna slika (crno na belo) je lakša za čitanje nego negativna ili obrnuta (belo na crno); gornji delovi slova su snažniji delovi nego donji delovi u procesu prepoznavanja; čitkost je ugrožena mestom slova (prostorom za slova), mesta za reči ima ili suviše malo ili postoji veliki prostor.
Vertikalni prostor odvaja linije teksta, olakšavajući oku da napravi razliku od prve do druge linije ili prethodne. Siromašni (loše dizajnirani) fontovi ili oni koji su suviše zbijeni ili odvojeni mogu takođe rezultovati lošom urednošću teksta tj. čitkošću.

## Novine i časopisi
Tipografija je element svih štampanih materijala. Naslovi u novinama su najčešće napisani velikim slovima da bi privukli pažnju čitalaca. Na primer USAToday koristi zadebljana, šarena slova i moderan stil i to sve kroz različite fontove, boje i veličine slova; a ime novina smešteno je na šarenoj pozadini. Kao suprotnost imamo New York Times koji „koristi“ tradicionalniji pristup sa manje boja i manje varijacija u fontu.
Generalno svaki časopis ili dnevne novine standardizovale su se na malu kolekciju fontova da bi se čitaoci lakše „kretali“ kroz sadržaj, da bi imali osećaj familijarnosti, ili da bi stvorili dramatičan efekat. Neki izdavači kao što su Gvardijan - i The Economist imaju komisiju slovnih dizajnera i specijalizovanih tipografa koji dizajniraju izgled slova.

## Ispoljavanje tipografije
Tipografija je snažan element u grafičkom dizajnu, gde je manja briga oko čitljivosti već je potencijal usmeren na korišćenje slova u umetničke svrhe. Slova su kombinovana sa grafičkim elementima i slikama formirajući odnos dijaloga između reči i slika.
Boja i veličina slova kao elementi mnogo više ovde preovlađuju nego u tekstualnoj tipografiji. Boja se koristi za emocionalne efekte u cilju prenošenja tona i prirode datog subjekta stvari.
Kao što smo već ranije pomenuli tipografija je svuda oko nas: na posterima, omotima knjiga, bilbordima, kutijama proizvoda, grafiti na zidovima, zatim na promotivnim materijalima, u filmovima; na monitorima kompjutera, mobilnih telefona...

## Reklame
Tipografija je već mnogo vremena vitalan deo promotivnog materijala i reklama. Dizajneri često koriste tipografiju da bi dočarali temu ili raspoloženje u reklami. Često se koriste zadebljana, velika slova da bi saopštili određenu poruku potrošačima. Slova se često koriste da bi privukla pažnju na određenu reklamu, u kombinaciji sa bojom, oblikom i slikom. Danas tipografija u reklami može da se odrazi i kao brend te kompanije. Fontovi se koriste da bi saopštili različite poruke gledaocima, klasičan font služi za snažan karakter, dok se moderniji fontovi koriste za čistiji i prirodniji izgled. Zadebljana slova služe za davanje izjava i privlačenje pažnje.

## Tipografske mere
Tipografi su doneli nove termine za opisivanje mnogih delova slova i tipografije. Neke reči se primenjuju samo na podskup pisama. Serifi, na primer, su čisto dekorativna karakteristika slova korišćeni za evropska pisma, dok se glifovi koriste u arapskom i istočnoazijskim pismima.
Zbog toga što je mnoštvo typeface-a kreirano tokom vekova, oni su kategorisani prema njihovom izgledu. Na najvišem nivou, razlikuje se serif, sans-serif, skript, blackletter(gotski), displej, monospace i simbol typeface. Prvi evropski fontovi bili su blackletter, zatim serif, pa sans-serif, a onda i ostali tipovi.
Proučavanje tipografije je veoma rašireno, pokrivajući sve aspekte dizajna slova i primena, uključujući štampu, rukopis i kaligrafiju, arhitektonska slova, grafite, dizajn postera i bilborda, reklama, televizije itd. U tradicionalnoj tipografiji, tekst je oslikan tako da stvori čitljivu, koherentnu i vizuelno zadovoljavajuću celinu. Izbor fonta je možda glavni aspekt tipografije.

## Literatura
- Bringhurst, Robert (2004), The Elements of Typographic Style (3 изд.), Point Roberts, WA: Hartley & Marks, ISBN 0-88179-133-4.
- Standard Test Method of Comparative Legibility by Means of Polarizing Filter Instrumentation, ASTM International, D7298
- Ch'on, Hye-bong (1993), „Typography in Korea”, Koreana, 7 (2): 10—19.
- Gill, Eric (2000) [1931], An Essay on Typography, Boston: David R Godine, стр. 188, ISBN 0-87923-950-6
- Dowding, Geoffrey. Finer Points in the Spacing and Arrangement of the Printed Word, 2nd edn. Point Roberts, WA: Hartley and Marks, 1999.
- Heller, Steven; Meggs, Philip B (2001), Texts on Type: Critical Writings on Typography, New York: Allworth Press, ISBN 1-58115-082-2. A compilation of more than fifty texts on the history, practice, and aesthetics of typeface design and typography
- Jury, David (2004), About Face: Reviving the Rules of Typography, CH: Rotovision, ISBN 2-88046-798-5, 159 pp.
- Lawson, Alexander (1990), Anatomy of a Typeface, ISBN 978-0-87923-333-4, devotes entire chapters to the development and uses of individual or small groupings of typefaces
- Martínez de Sousa, José (2007), Manual de estilo de la lengua española [Style manual of the Spanish language] (на језику: Spanish) (3.ª изд.), Gijón: Trea.
- ——— (2008), Ortografía y ortotipografía del español actual [Orthography and orthotypography of current Spanish] (на језику: Spanish) (2.ª изд.), Gijón: Trea.
- McLean, Ruari. The Thames and Hudson Manual of Typography. New York: Thames and Hudson, 1992.
- Mestres, Josep M; Costa, Joan; Oliva, Mireia; Fité, Ricard (2009), Manual d'estil. La redacció i l'edició de textos [Style manual. The redaction & edition of texts] (на језику: Catalan) (4a. rev. i ampl. изд.), Vic/Barcelona: Eumo/UB/UPF/Rosa Sensat.
- Papazian, Hrant H (2000), „Improving the Tool”,  Ур.: Swanson, Gunnar, Graphic Design and Reading: explorations of an uneasy relationship, New York: Allworth Press, ISBN 1-58115-063-6.
- Pujol, JM; i Solà, Joan (2000), Ortotipografia. Manual de l'author, l'autoeditor i el dissenyador gràfic [Orthotypography.  Manual of the authors, the self-editor and the graphic designer] (на језику: Catalan) (2a rev изд.), Barcelona: Columna.
- Swanson, Gunnar (2000), Graphic Design and Reading: explorations of an uneasy relationship, New York: Allworth Press, ISBN 1-58115-063-6.
- Tschichold, Jan (1991), The Form of the Book: Essays on the Morality of Good Design, Vancouver: Hartley & Marks, ISBN 978-0-88179-034-4. A comprehensive collection of essays on the typographic art. A more classic companion to Bringhurst 2002.
- Tschichold, Jan. The New Typography. New edn. Berkeley: University of California Press, 2006.
- Warde, Beatrice (2000), „The Crystal Goblet, or Printing Should Be Invisible”,  Ур.: Swanson, Gunnar, Graphic Design and Reading: explorations of an uneasy relationship, New York: Allworth Press, ISBN 1-58115-063-6.
- White, Alex W (1999), Type in Use – Effective typography for electronic publishing (2.0 изд.), New York: WW Norton & Co, ISBN 0-393-73034-4.
- Lexique des règles typographiques en usage à l'Imprimerie nationale [Lexic of the typographic rules used at the National press] (на језику: француски), Imprimerie nationale, 2002, ISBN 2-7433-0482-0.

## Spoljašnje veze
- „Ultimativni vodič kroz Tipografiju na srpskom”. Архивирано из оригинала 25. 07. 2019. г.
- Tipometar - Sajt o tipografiji na srpskom jeziku
- Sajt o savremenim tendencijama u tipografiji (na engleskom)
- AIGA typography – Articles and interviews relating to typography from AIGA's Voice section
- „Decode Unicode”. Архивирано из оригинала 12. 03. 2014. г. – A wiki with all 98,884 Unicode characters, including full text search capability
- Layout & typography – W3C Internationalization (i18n) Activity
- „Typography”.  (на језику: енглески) (11 изд.). 1911. стр. 509—548.